# Komisariat Straży Granicznej „Raczki”
Komisariat Straży Granicznej „Raczki” – jednostka organizacyjna Straży Granicznej pełniąca służbę ochronną na granicy polsko-niemieckiej w latach 1929–1939.

## Formowanie i zmiany organizacyjne
1 czerwca 1921 roku w Raczkach stacjonowało dowództwo 3 kompanii celnej 2 batalionu celnego.
Rozporządzeniem Prezydenta Rzeczypospolitej Polskiej Ignacego Mościckiego z 22 marca 1928 roku, do ochrony północnej, zachodniej i południowej granicy państwa, a w szczególności do ich ochrony celnej, powoływano z dniem 2 kwietnia 1928 roku Straż Graniczną.
Do 1929 roku w strukturze komisariatu Straży Granicznej „Rajgród” funkcjonował podkomisariat Straży Granicznej „Janówka”.
Rozkazem nr 9 z 18 października 1929 roku w sprawie reorganizacji Mazowieckiego Inspektoratu Okręgowego komendant Straży Granicznej płk Jan Jur-Gorzechowski powołał komisariat Straży Granicznej „Janówka”, przydzielił go do Inspektoratu Granicznego nr 1 „Stawiska”, określił numer i strukturę.
Rozkazem nr 3 z 20 listopada 1933 roku w sprawach organizacyjnych komendant Straży Granicznej płk Jan Jur-Gorzechowski, utworzył placówkę II linii „Augustów”.
Rozkaz komendanta Straży Granicznej płk. Jana Jura-Gorzechowskiego z 10 maja 1938 roku w sprawie terminologii w odniesieniu do władz i jednostek formacji, wydany w związku z rozkazami KSG z 25 i 29 kwietnia 1938 roku, przemianował inspektoraty graniczne na obwody Straży Granicznej z dodaniem nazwy miejscowości, w której jednostka stacjonuje. Jednocześnie nakazał używanie w stosunku do kierowników komisariatów i placówek nowych terminów: „komendant komisariatu” i „dowódca placówki”. Komisariat wszedł w skład struktury Obwodu Straży Granicznej „Łomża”.
Rozkazem nr 2 z 16 stycznia 1939 roku w sprawie przejęcia odcinka granicy polsko-niemieckiej od Korpusu Ochrony Pogranicza na terenie Mazowieckiego Okręgu Straży Granicznej oraz przekazania Korpusowi Ochrony Pogranicza odcinka granicy na terenie Wschodniomałopolskiego Okręgu Straży Granicznej, komendant Straży Granicznej płk Jan Gorzechowski przeniósł komisariat do Raczek i przydzielił go do Obwodu SG „Suwałki”. Tym samym rozkazem wydzielił placówkę I linii „Młynek” z komisariatu „Raczki” i przydzielił go do komisariatu „Rajgród” i utworzył placówki I linii „Lipówka” i „Wierciochy”.
Rozkazem nr 5 z 3 marca 1939 roku w sprawie zmian organizacyjnych [...], komendant Straży Granicznej gen. bryg. Walerian Czuma utworzył placówkę I linii „Witówka”.
W kwietniu 1939 roku rozpoczęto formowanie plutonu wzmocnienia w sile 1 oficer i 60 szeregowych. Pluton przeznaczony był do prowadzenia działań wojennych. Przeszkolony był w niszczeniu przepraw mostowych i blokowaniu przemarszu kolumn wojskowych. Na jego wyposażeniu znajdowało się około 20 min i 40 kg materiałów wybuchowych. Pluton mógł być wykorzystany też do działań patrolowych w rejonie komisariatu, pełnienia dyżurów w komisariacie, ochrony obiektów, w tym magazynów amunicji i materiałów wybuchowych w rejonie komisariatu . Na krótko przed wybuchem wojny, na polecenie gen. Podhorskiego, komisariaty Straży Granicznej zostały dodatkowo wzmocnione oddziałami Przysposobienia Wojskowego .

## Służba graniczna
Komisariat ochraniał odcinek granicy państwowej długości około 20 kilometrów.
Sąsiednie komisariaty
- KOP (kompania graniczna KOP „Filipów”) ⇔ komisariat Straży Granicznej „Rajgród” − październik 1929

## Komenda komisariatu
| Komendanci komisariatu          | Komendanci komisariatu | Komendanci komisariatu | Komendanci komisariatu        |
| stopień                         | imię i nazwisko        | okres pełnienia służby | kolejne stanowisko            |
| ------------------------------- | ---------------------- | ---------------------- | ----------------------------- |
| aspirant                        | Marian Usakiewicz      | 21 XII 1931 –          |                               |
| podkomisarz                     | Marcin Małek           | był 1 I 1933 – XI 1937 | kierownik komisariatu „Kolno” |
| aspirant                        | Włodzimierz Kononowicz | XI 1937 − 1939         |                               |
| Zastępcy komendanta komisariatu |                        |                        |                               |
| starszy przodownik              | Stanisław Świątek      | – 30 IV 1939           |                               |
| strażnik podchorąży             | Eugeniusz Para         | 1 V 1939 –             |                               |

## Struktura organizacyjna
| podkomisariat SG „Janówka”                    | komisariat SG „Janówka”                         | komisariat SG „Janówka”                         | komisariat SG „Janówka”                         | komisariat SG „Raczki”           |
| styczeń 1929                                  | październik 1929                                | 1933 i 1934                                     | 1937                                            | 1939                             |
| --------------------------------------------- | ----------------------------------------------- | ----------------------------------------------- | ----------------------------------------------- | -------------------------------- |
| placówka SG I linii „Korytki”                 | placówka SG I linii „Korytki”                   | placówka SG I linii „Korytki”                   | placówka SG II linii „Korytki”                  |                                  |
| placówka SG I linii „Grabówek”                | placówka Straży Granicznej I linii „Rutki Nowe” | placówka Straży Granicznej I linii „Rutki Nowe” | placówka Straży Granicznej I linii „Rutki Nowe” |                                  |
| placówka Straży Granicznej II linii „Janówka” | placówka Straży Granicznej II linii „Janówka”   | placówka Straży Granicznej II linii „Janówka”   | placówka Straży Granicznej II linii „Janówka”   | placówka SG II linii „Raczki”    |
|                                               | placówka Straży Granicznej I linii „Młynek”     |                                                 |                                                 |                                  |
|                                               |                                                 | placówka Straży Granicznej II linii „Augustów”  |                                                 |                                  |
|                                               |                                                 |                                                 | placówka SG II linii „Rajgród”                  |                                  |
|                                               |                                                 |                                                 |                                                 | placówka SG I linii „Lipówka”    |
|                                               |                                                 |                                                 |                                                 | placówka SG I linii „Wierciochy” |
|                                               |                                                 |                                                 |                                                 | placówka SG I linii „Witówka”    |